# Meloe carbonaceus
Meloe carbonaceus är en skalbaggsart som beskrevs av Leconte 1866. Meloe carbonaceus ingår i släktet Meloe och familjen oljebaggar. Inga underarter finns listade i Catalogue of Life.